# Motorvägar i Tyskland

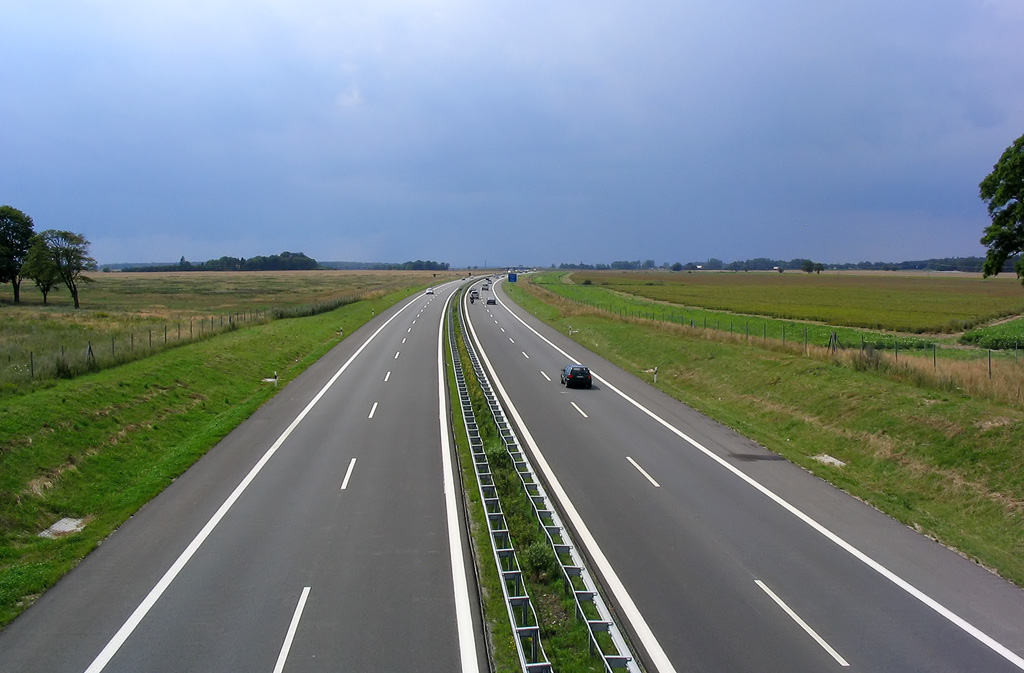
En tysk motorväg (här A20).

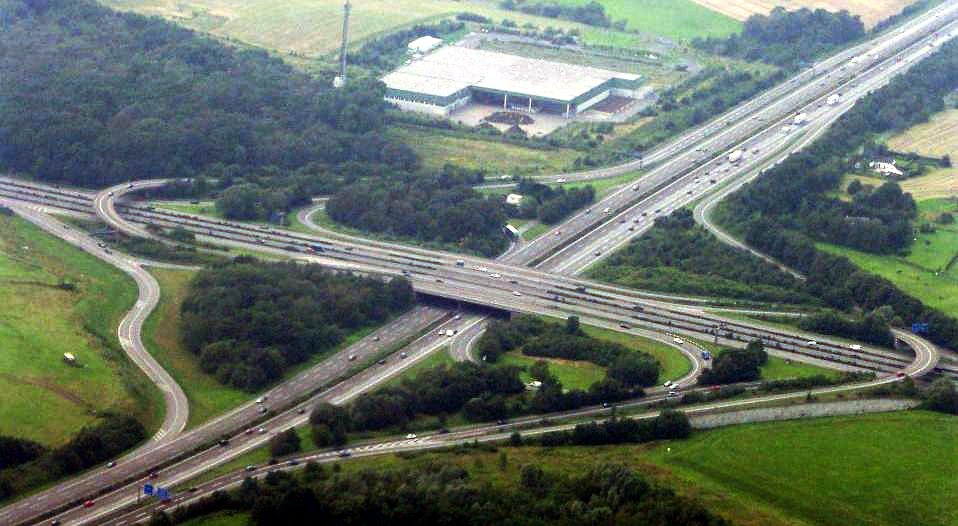
Breitscheid-Ratingen.

Tysklands motorvägar, Autobahn på tyska (uttal: [ˈaʊ̯toˌbaːn] ( lyssna)), är mycket väl utbyggda och håller en hög standard internationellt sett. I Tyskland finns också världens äldsta motorväg AVUS. Den byggdes först som racerbana och öppnades 1921. Senare blev banan klassad även som vanlig motorväg, avsedd för allmän trafik. Tyskland var trots detta inte först med att bygga vanliga motorvägar, det vill säga motorvägar som redan från början var avsedda för allmän trafik. De allra första vanliga motorvägarna byggdes i Italien under 1920-talet. De vanliga tyska motorvägarna började byggas i större skala under 1930-talet.
Till skillnad från bland annat Sverige och Schweiz har alla skyltar på motorvägarna i Tyskland blå botten.

## Motorvägssystemet

Motorvägssystemet når till nästan hela landet och fortfarande pågår utbyggnader. Till varje grannland leder idag minst en motorväg. Flera internationella motorvägar i Tyskland är mycket viktiga för hela Europa. Bland dessa kan nämnas A15 som går från Berlin till Polen och utgör den tyska delen av motorvägssträckan mellan Berlin och Kraków. En annan viktig motorväg är A7 som bland annat går från Österrike till Danmark och dessutom utgör den tyska delen av motorvägssträckan mellan Hamburg och Sverige. Det innebär att de tyska motorvägarna både är av stort nationellt intresse för Tyskland, och viktiga för övriga Europa.
Motorvägsstandarden i Tyskland är ganska blandad. Flera motorvägar är i mycket gott skick och har perfekt körbana som många gånger har minst tre körfält i vardera riktningen. Det är dock långt ifrån samtliga motorvägar i Tyskland som är i detta skick. Många motorvägar har två körfält i vardera riktningen och dessutom är det inte ovanligt att de också saknar vägren. Motorvägar utan vägren tillhör de äldsta motorvägarna och har inte genomgått någon större renovering sedan de byggdes på 1930-talet. De kan många gånger också ha äldre betongbeläggning kvar. En del motorvägar blev under 1930-talet aldrig ens färdigbyggda. Vissa av dessa är än idag så kallade ruinmotorvägar, som till exempel kan ha en stor bro mitt ute i skogen som inte används. Orsaker är bland annat att Östtyskland saknade resurser för att hålla vägarna i skick eller bygga upp dem efter kriget (se nedan).
De tyska motorvägarna kan betraktas som mycket effektiva men de är inte de mest påkostade i Europa. Ett exempel på detta är, som redan nämnts, att de kan vara i äldre utförande utan vägren. Ett annat exempel är att belysning ytterst sällan förekommer på motorvägar i Tyskland. Egentligen är det bara motorvägssträckor i de största städerna som exempelvis Hamburg och Berlin som faktiskt har belysning på motorvägarna. Inte ens München har belysning på sina motorvägar trots att det är en stor stad. Tyskland är därmed en stor kontrast mot till exempel Storbritannien och Nederländerna, som flitigt använder påkostad belysning på sina motorvägar. Däremot har många av dem större bredd på filerna, 3,75 m mot det vanliga 3,5 m bredd per fil.
Motorvägarna i Tyskland har till stor del fri fart och Tyskland är idag, förutom Isle of Man, det enda landet i Europa som har allmänna vägar utan hastighetsbegränsning. På vägar utan hastighetsbegränsning rekommenderas dock förarna att inte ens vid goda förhållanden överskrida 130 km/h. Det finns ett utökat ansvar vid färd över denna gräns, vilket gör att den som gjort en omkörning långt över 130 kan dömas skyldig om det sker en kollision med någon som bytt fil. På en väg med tvingande hastighetsbegränsning får i princip ingen rekommendation om högsta hastighet förordnas, men numera är undantag från grundregeln möjliga. Det finns nämligen enstaka elektroniska skyltar som understundom anger 140 km/h som högsta tillåtna hastighet, trots att man rekommenderas att aldrig överskrida 130 km/h. Knappt hälften av det tyska motorvägsnätet har antingen permanent eller flexibel hastighetsbegränsning. Drygt hälften av det tyska motorvägsnätet saknar alltså hastighetsbegränsning. Eftersom grundregeln på motorvägar och motorvägsliknande vägar är fri hastighet, måste eventuell hastighetsbegränsning uttryckligen anges. För tyskarna betraktas motorvägar med fri fart många gånger som en symbol för frihet.
Tyska motorvägar har ett eget nummersystem fristående från nummersystemet för förbundsvägarna (tyska: Bundesstraßen). I princip är jämna nummer väst-östliga och udda nummer nord-sydliga. Denna princip följs inte strikt för att åtskilliga motorvägar går på diagonalen. Nummer 1-9 går genom hela landet och går i nummerordning udda och jämna var för sig. Ett undantag är A3 som går på diagonalen. De tvåsiffriga går kortare sträckor och den första siffran anger vilken del av landet den går i. Motorvägarna som grovt går i östra Tyskland heter t.ex. A10 till A19. Tresiffriga har endast lokal betydelse, mest inom stadsområden. Motorvägarna skyltas med en skylt med blå bakgrund och vita siffror, ingen bokstav. I text brukar man lägga till ett A först, för att skilja dem mot förbundsvägarna som brukar skrivas med ett B, fast de inte heller har någon bokstav i skyltarna utan ett svart nummer med gul bakgrund. Det finns vissa sträckor med motorvägsnummer som inte är motorväg, eftersom de inte riktigt uppfyller kraven. Man ville inte skapa en lucka i nätet när man byggde en förlängning på en redan existerande väg med nästan motorvägsstandard. Till exempel A62 vid 49°16′1″N 7°36′4″Ö / 49.26694°N 7.60111°Ö. Sedan finns vägar som har motorvägsstandard utan att skyltas som motorväg[källa behövs], huvudsakligen andra vägkategorier som endast är högtrafikerade i vissa avsnitt.

## Historia

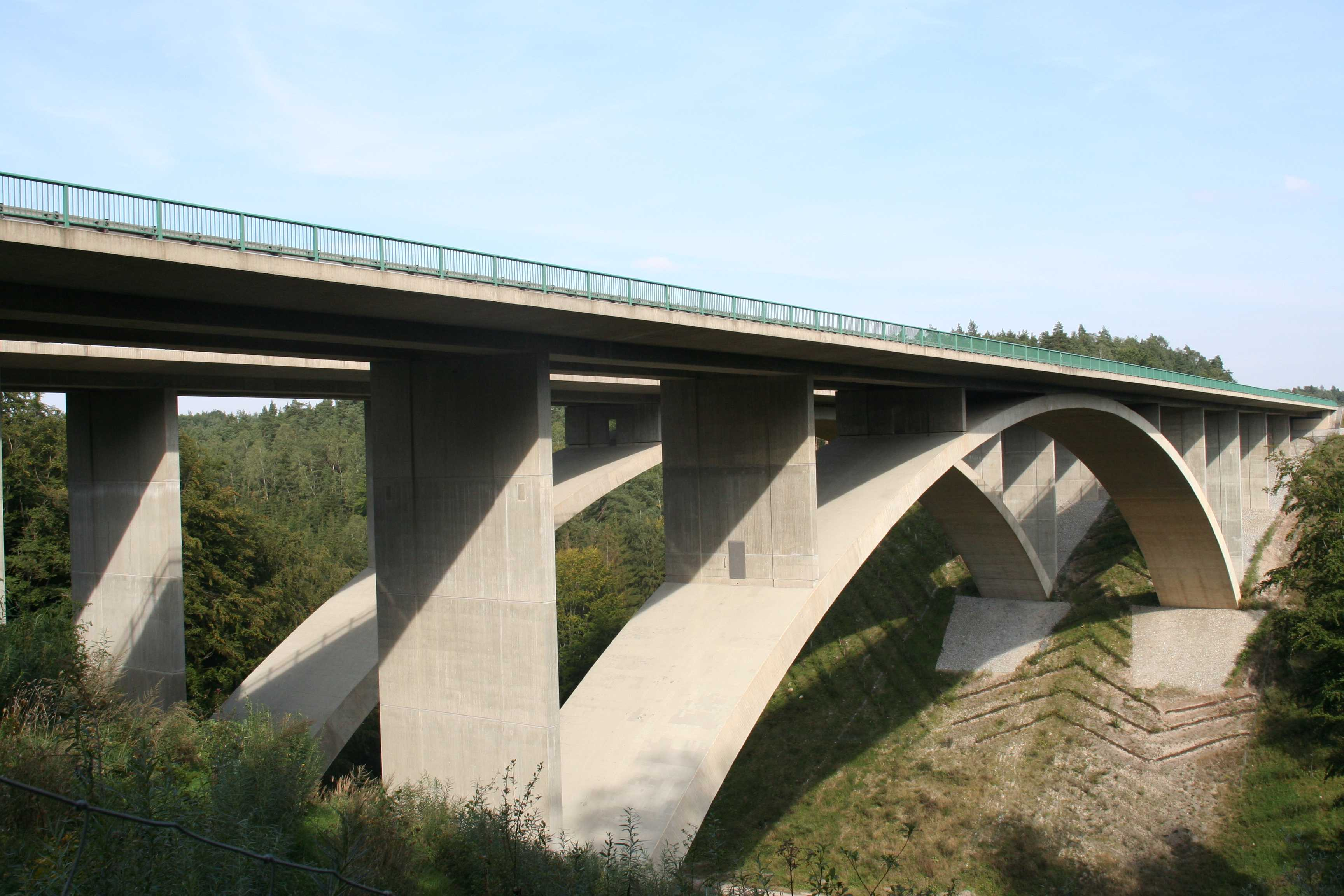
Teufelstalbrücke på A4 i Thüringen ritades av Paul Bonatz och var vid byggandet en av Europas modernaste broar.

Under slutet av 1920-talet började det planeras fler motorvägar men de stora planerna kom först under 1930-talet. Enligt planen skulle motorvägar binda samman alla större städer. I Tyskland hade man redan 1921 invigt AVUS, den första motorvägsliknande vägen i världen. AVUS finansierades privat och kostade att köra på, den var också främst för motorsport och teststräcka för bilindustrin. Vägen planerades redan 1907 men försenades vid fler tillfällen, bland annat på grund av första världskriget. Den som såg till att vägen slutligen blev klar var Hugo Stinnes.

### Weimarrepubliken
Begreppet Autobahn (tyska ordet för motorväg) användes första gången av Robert Otzen 1929. Otzen var ordförande för motorvägsprojektet Autobahnprojekt Hamburg–Frankfurt am Main–Basel (HaFraBa). 1932 började HaFraBas facktidskrift att använda Autobahn som namn. Då stod inte begreppet för någon standard vilket det blev i samband med byggandet av de så kallade Reichsautobahnen (riksmotorvägar). Den första motorvägen i Tyskland som band samman två städer var Köln-Bonn som öppnades 1932. Den invigdes av Kölns dåvarande borgmästare Konrad Adenauer med orden: "Så kommer framtidens vägar att se ut" ("So werden die Straßen der Zukunft aussehen"). Den heter idag A555. Motorvägen Köln-Bonn var fyrfilig och cirka 20 km lång. Den byggdes för att klara hastigheter upp mot 120 km/h.

### Nazityskland
1933 påbörjades de stora motorvägsprojekten sedan nazisterna tagit makten och startat stora motorvägsprojekt för att få bort arbetslösheten. Motorvägarna i Nazityskland kallades Reichsautobahn (Riksmotorväg) och förkortades RAB. Planerna hade dock startat långt före Adolf Hitlers maktövertagande. När Adolf Hitler tog makten i Tyskland 1933 utnämnde han Fritz Todt till Generalinspekteur für das deutsche Straßenwesen (generalinspektör för det tyska vägväsendet) och som högste chef över det nyinrättade så kallade motorvägsministeriet (Autobahnministerium) som skulle leda ett flertal stora motorvägsbyggen. Todt fick ansvaret för byggandet av motorvägarna som låg på Fritz Todt och Organisation Todt, landskapsarkitekten professor Alwin Seifert och arkitekten Paul Bonatz. Under andra världskriget satte man in krigsfångar, koncentrationslägerfångar och tvångsarbetare i byggandet av motorvägarna. Under 1942 ställdes nästan allt arbete in. Fritz Todt omkom i en flygolycka 1942.
I Tredje riket kom motorvägsbyggandet att bli en del av propagandan. Motorvägarna skulle bli sättet för det tyska folket att förflytta sig med folkbilen KdF-Wagen. Vägarna var i regel inte byggda för trupptransporter, de höll inte för de tunga pansarfordonen. Under kriget blev de också ett sätt att orientera sig via för allierade flygare. Det sägs också att den tyska militären hellre använde sig av järnvägen för transporter av dessa skäl. Man hade även hastighetstävlingar på motorvägarna där Mercedes-Benz och Auto Union tävlade. 1938 förolyckades tävlingsföraren Bernd Rosemeyer vid ett av dessa rekordförsök. Rosemeyer körde i 440 km/h när en kastvind tog tag i den Auto Union han körde. Motorvägsbyggena pågick fram till 1943 och flera av dessa blev inte färdiga.
Vid krigsslutet 1945 kom motorvägarna att användas av retirerande tyska trupper och framryckande allierade.
Efter andra världskriget har merparten byggts färdigt och renoverats. Vissa renoveringsarbeten pågår än idag. Några motorvägar har dock aldrig blivit färdiga och för närvarande finns heller inga planer på att bygga färdigt dessa.
Det finns också delar av motorvägsnäten i Polen och Österrike som har sin bakgrund i de tidigare så kallade Reichsautobahn, eftersom detta var områden som då var en del av Tyskland eller stod under tysk makt. Ibland kan man i Tyskland och Polen se stora broar för motorvägar stå oanvändbara mitt i en skog eller på en åker, långt från närmaste större väg. De rivs inte heller eftersom en rivning är kostsam. Dessutom kan staten ha intresse av att de finns kvar för eventuell framtida användning. Samtliga broar över och viadukter på de tyska ruinmotorvägarna utfördes i full skala för två parallella körbanor.

### Västtyskland/Tyskland
Efter andra världskriget fortsatte utbyggandet av motorvägar, nu kallade Bundesautobahn (förbundsmotorvägar), i Västtyskland. Under Hitler byggdes motorvägar delvis med Berlin som mittpunkt, och Västtysklands nät var inte helt sammanhängande. Mycket långa sträckor byggdes i Västtyskland, från 1950-talet och framåt.
1974 infördes numren som Tysklands motorvägar har. Innan dess hade de inga nummer, bara destinationer skyltades, och i viss mån skyltades europavägsnummer. Efter återföreningen tog man nummer 10-19 och införde i före detta DDR. Några av dessa nummer användes i Västberlin innan, men man gjorde om dessa till tresiffriga.

### Östtyskland
Efter kriget iordningställdes en del av de icke färdigbyggda motorvägarna i det som blev Västtyskland. I Östtyskland var resurserna betydligt mindre och därför blev flera av motorvägarna aldrig färdigbyggda, utan fick bara ligga och sakta förfalla. Även före kriget färdigbyggda motorvägar i DDR fick ligga kvar, med inget eller högst minimalt underhåll. Motorväg A4 mellan Dresden och österut mot polska gränsen var bitvis i ett så dåligt skick att hastigheten var begränsad till 20 km/h och trafiken valde alternativa sträckor. Den sista delen mellan Bautzen och Weissenberg var helt avstängd och på vägen hade ett stort antal stora lagerhus för spannmål uppförts. Inte heller det faktum att flera broar över Spree vid Bautzen sprängdes av retirerande tyska trupper 1945 gjorde att motorvägen var så mycket använd. Denna motorväg var en av de sist byggda under kriget och det hade varit brist på och därför sparats både på material och resurser. Först i början på 2000-talet blev denna motorväg moderniserad och fullbordad enligt de gamla förkrigsplanerna fram till Görlitz och gränsen mot Polen. DDR var i ruiner i många år efter kriget och fick prioritera att det fanns fungerande vägar och broar samt bostäder över huvud taget. Segrarmakterna kom överens om att eventuellt krigsskadestånd skulle betalas av respektive ockupationszon. Härigenom fick DDR betala stora summor i varor till Sovjetunionen, medan Västtyskland tvärtom fick stöd av USA.
Under 1970-talet skapades transitvägar från Västberlin till Västtyskland genom DDR. Man började också skylta motorvägarna med europavägsnummer, innan dess skyltades de inte med några nummer. År 1985 ändrades europavägsnumren, även i DDR.
På 1970-talet var DDR ekonomiskt på fötter igen och det började förekomma motorvägsutbyggnad, om än i blygsammare skala än i väst. Förkrigsnätet i östra Tyskland var nämligen inte byggt efter DDR:s efterkrigsbehov, så några motorvägar byggdes på 80-talet. Bland annat A19 mellan Rostock och Berlin som färdigställdes 1982, liksom A14 mellan Dresden och Leipzig. Efter att DDR och BRD erkänt varandra som stater 1972, följde nya transportavtal om transitresor mellan Västberlin och övriga BRD, vilket innebar byggandet av A24 från Hamburg till Berlin i början av 1980-talet. Även Berliner Ring färdigställdes i slutet av 1970-talet för att göra det lättare för trafik att köra förbi Västberlin mot Östberlin; utbyggnadstakten var dock väsentligt lägre än på den västra sidan. Likafullt hade DDR ett betydligt mer omfattande vägnät än andra kommunistländer som vanligen inte hade motorvägar alls, även om det började byggas mer och mer i slutet på 1970-talet. Som undantag kan nämnas att Jugoslavien var utrustat med ett lite större vägnät.

## Efter återföreningen
Efter återföreningen 1990 mellan Öst- och Västtyskland lades större delen av budgeten för underhåll, reparationer och nybyggnation av vägar på olika leder i DDR. Många av motorvägarna i östra Tyskland hade inte blivit reparerade sedan de byggts efter andra världskrigets slut, och behovet av att bygga nya förbindelser inom det nya landet ledde till att resurser allokerades dit. Detta har lett till att vissa projekt och reparationer i västra Tyskland har fått vänta. Ett exempel på en modernt byggd motorväg efter 1990 är A20 som går längs med städerna vid den tyska Östersjökusten, från polska gränsen i öster till Lübeck via Rostock. En förlängning av denna motorväg i riktning mot Hamburg är delvis under konstruktion.

## Längd på motorvägsnätet
| År         | 1950  | 1955  | 1960  | 1965  | 1970  | 1975  | 1980  | 1985  | 1990  |
| ---------- | ----- | ----- | ----- | ----- | ----- | ----- | ----- | ----- | ----- |
| Längd i km | 2 128 | 2 187 | 2 551 | 3 204 | 4 110 | 5 742 | 7 292 | 8 198 | 8 822 |

| År         | 1995   | 1996   | 1997   | 1998   | 1999   | 2000   | 2001   | 2002   | 2003   | 2004   | 2005   |
| ---------- | ------ | ------ | ------ | ------ | ------ | ------ | ------ | ------ | ------ | ------ | ------ |
| Längd i km | 11 143 | 11 190 | 11 246 | 11 309 | 11 427 | 11 515 | 11 712 | 11 786 | 12 037 | 12 044 | 12 174 |

## Motorvägssträckor i Tyskland

### A 1 - A 9
| Skylt     | Namn                        | Sträckning | Förbundsländer längs sträckningen                                                                  | Längd (km) |
| --------- | --------------------------- | --- | -------------------------------------------------------------------------------------------------- | ---------- |
| Vägsskylt | Hansalinjen, Vogelfluglinie | (Puttgarden) - Heiligenhafen - Oldenburg in Holstein - Lübeck - Hamburg - Bremen - Osnabrück - Münster - Hamm - Dortmund - Leverkusen - Köln - Blankenheim Daun - Trier - Saarbrücken                                                      | Schleswig-Holstein, Hamburg, Niedersachsen, Bremen, Nordrhein-Westfalen, Rheinland-Pfalz, Saarland | 732        |
| Vägsskylt | "Warschauer Allee"          | Korsning Oberhausen - Gladbeck - Gelsenkirchen - Dortmund - Hamm -Bielefeld - Herford - Hannover - Braunschweig - Magdeburg - T-Korsning Werder                                                                                            | Nordrhein-Westfalen, Niedersachsen, Sachsen-Anhalt, Brandenburg                                    | 486        |
| Vägsskylt |                             | Nederländerna - Elten - Wesel - Oberhausen - Duisburg - Düsseldorf - Leverkusen - Köln - T-Korsning Dernbach - Wiesbaden - Frankfurt am Main - Aschaffenburg - Würzburg - Nürnberg - Regensburg - Deggendorf - Passau- Pocking - Österrike | Nordrhein-Westfalen, Rheinland-Pfalz, Hessen, Bayern, Baden-Württemberg                            | 778        |
| Vägsskylt |                             | Belgien - Aachen - Köln - Gummersbach - Olpe - Krombach T-Korsning Kirchheim - Eisenach - Erfurt - Weimar - Jena - Gera - Chemnitz - T-Korsning Nossen - Dresden - Bautzen - Görlitz - Polen                                               | Nordrhein-Westfalen, Hessen, Thüringen, Sachsen                                                    | 616        |
| Vägsskylt | Teil der HaFraBa            | T-Korsning Hattenbacher - Frankfurt am Main - Darmstadt - Heidelberg - Karlsruhe - Offenburg/Straßburg - Freiburg (Breisgau) - Weil am Rhein - Schweiz                                                                                     | Hessen, Baden-Württemberg                                                                          | 442        |
| Vägsskylt | Via Carolina                | Frankrike - Saarbrücken - Kaiserslautern - Mannheim - Heilbronn - Korsning Feuchtwangen/Crailsheim - Nürnberg - Amberg - Korsning Oberpfälzer Wald - Waidhaus - Tjeckien                                                                   | Saarland, Rheinland-Pfalz, Hessen, Baden-Württemberg, Bayern                                       | 457        |
| Vägsskylt | teilweise Teil der HaFraBa  | Danmark - Handewitt - Flensburg - Neumünster - Hamburg - Hannover - Göttingen - Kassel - T-Korsning Hattenbacher - Fulda - Würzburg - Korsning Feuchtwangen/Crailsheim - Ulm - Kempten - Nesselwang - (Füssen) - Österrike                 | Schleswig-Holstein, Hamburg, Niedersachsen, Hessen, Bayern, Baden-Württemberg                      | 963        |
| Vägsskylt |                             | Luxemburg - Perl - Saarlouis - Neunkirchen - Pirmasens Karlsruhe - Stuttgart - Ulm - Augsburg - München << A99 runt München >> - Bad Reichenhall/Piding - Österrike                                                                        | Saarland, Rheinland-Pfalz, Baden-Württemberg, Bayern                                               | 497        |
| Vägsskylt |                             | T-Korsning Potsdam - Dessau - Leipzig - Hof - Bayreuth - Nürnberg - Ingolstadt - München | Brandenburg, Sachsen-Anhalt, Sachsen, Thüringen, Bayern                                            | 529        |

### A 10 - A 19

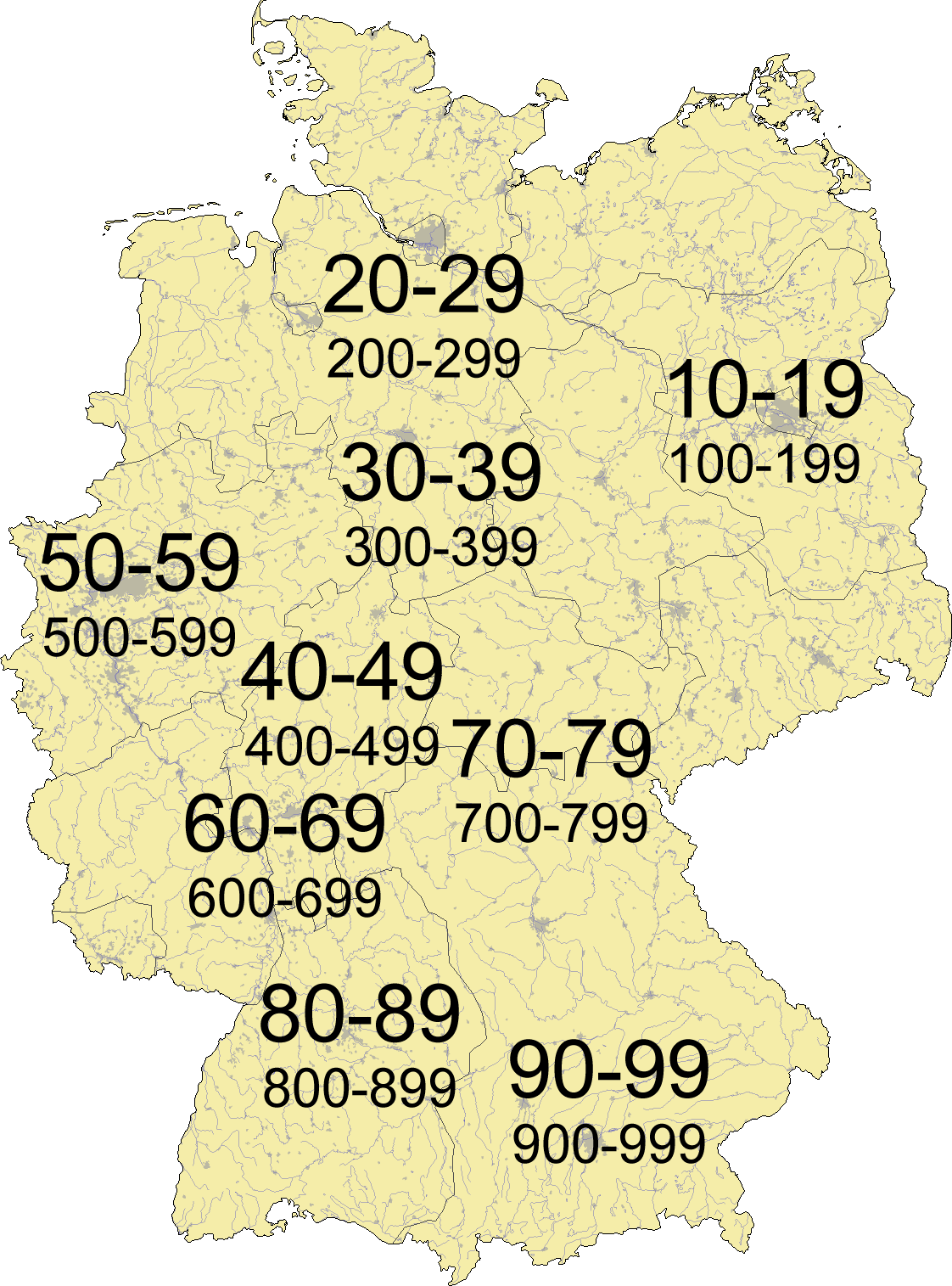
Karta som beskriver nummersystemen för motorvägar där nummer går från 10-999

| Skylt     | Namn          | Sträckning | Förbundsländer längs sträckningen                                       | Längd (km) |
| --------- | ------------- | --- | ----------------------------------------------------------------------- | ---------- |
| Vägsskylt | Berliner Ring | T-Korsning Schwanebeck - T-Korsning Spreeau - Korsning Schönefelder - T-Korsning Nuthetal - T-Korsning Potsdam - T-Korsning Werder - T-Korsning Havelland - Korsning Oranienburg - T-Korsning Pankow - T-Korsning Schwanebeck | Brandenburg, Berlin                                                     | 196        |
| Vägsskylt |               | T-Korsning Schwanebeck - Finowfurt - Korsning Uckermark - Penkun - Polen | Mecklenburg-Vorpommern, Brandenburg                                     | 110        |
| Vägsskylt |               | T-Korsning Spreeau - Frankfurt (Oder) - Polen | Brandenburg                                                             | 58         |
| Vägsskylt |               | Korsning Schönefelder - T-Korsning Spreewald - Großräschen - Dresden | Brandenburg, Sachsen                                                    | 152        |
| Vägsskylt |               | Wismar - (Under byggnation) - Schwerin - T-Korsning Schwerin Magdeburg - Stassfurt - Halle - Leipzig - T-Korsning Nossen | Mecklenburg-Vorpommern, Sachsen-Anhalt, Sachsen, Brandenburg (Planerat) | 248        |
| Vägsskylt |               | T-Korsning Spreewald - Cottbus - Forst - Polen | Brandenburg                                                             | 64         |
| Vägsskylt |               | Dresden - Pirna - Bad Gottleuba - Tjeckien | Sachsen                                                                 | 45         |
| Vägsskylt |               | T-Korsning Wittstock/Dosse - Rostock | Mecklenburg-Vorpommern                                                  | 124        |

### A 20 - A 29
| Skylt     | Namn                | Sträckning | Förbundsländer längs sträckningen                                                 | Längd (km) |
| --------- | ------------------- | --- | --------------------------------------------------------------------------------- | ---------- |
| Vägsskylt | Ostseeautobahn      | (Stade - Neumünster - Bad Segeberg) - Lübeck - Korsning Wismar - Korsning Rostock - Grimmen - Greifswald - Neubrandenburg - T-Korsning Uckermark | Niedersachsen (Planerat), Schleswig-Holstein, Mecklenburg-Vorpommern, Brandenburg | 323        |
| Vägsskylt |                     | (Kiel) - Bad Segeberg - Bargteheide - (Geesthacht - Lüneburg - Handorf - T-Korsning Egestorf)                                                    | Schleswig-Holstein, Niedersachsen (Planerat)                                      | 52         |
| Vägsskylt | Westküstenautobahn  | Heide - Itzehoe - Pinneberg - Hamburg | Schleswig-Holstein, Hamburg                                                       | 87         |
| Vägsskylt |                     | Hamburg - Schwerin - Wittstock - T-Korsning Havelland                                                                                            | Hamburg, Schleswig-Holstein, Mecklenburg-Vorpommern, Brandenburg                  | 239        |
| Vägsskylt | Marschenlinie       | Hamburg - Geesthacht | Hamburg, Schleswig-Holstein                                                       | 14         |
| Vägsskylt | Niederelbe-Autobahn | (Drochtersen) - Stade - Horneburg - (Hamburg) | Niedersachsen, Hamburg                                                            | 50         |
| Vägsskylt | Schellfischlinie    | Cuxhaven - Bremerhaven - Bremen - Walsrode | Niedersachsen, Bremen                                                             | 162        |
| Vägsskylt |                     | Leer - Westerstede - Oldenburg - Delmenhorst - (Bremen)                                                                                          | Niedersachsen                                                                     | 92         |
| Vägsskylt |                     | Wilhelmshaven - Oldenburg - T-Korsning Ahlhorner Heide                                                                                           | Niedersachsen                                                                     | 93         |

### A 30 - A 39
| Skylt     | Namn                                     | Sträckning                                                                             | Förbundsländer längs sträckningen                         | Längd (km) |
| --------- | ---------------------------------------- | -------------------------------------------------------------------------------------- | --------------------------------------------------------- | ---------- |
| Vägsskylt |                                          | Nederländerna - Rheine - Ibbenbüren - Osnabrück - Bad Oeynhausen                       | Nordrhein-Westfalen, Niedersachsen                        | 129        |
| Vägsskylt | Emslandautobahn, "Friesenspieß"          | Emden - Leer - Lingen - Schüttorf - Gronau - Gladbeck - Bottrop                        | Niedersachsen, Nordrhein-Westfalen                        | 241        |
| Vägsskylt | Teutoburger-Wald-Autobahn, Senneautobahn | Osnabrück - Borgholzhausen Bielefeld - Paderborn - Korsning Wünnenberg/Haaren          | Nordrhein-Westfalen, Niedersachsen                        | 75         |
| Vägsskylt | Messeschnellweg Hannover                 | Burgdorf - Hannover-Misburg Hannover Messe - T-Korsning Hannover-Süd                   | Niedersachsen                                             | 11         |
| Vägsskylt | Südharzautobahn                          | Göttingen - Nordhausen - Sangerhausen - Halle - Leipzig                                | Niedersachsen, Hessen, Thüringen, Sachsen-Anhalt, Sachsen | 219        |
| Vägsskylt | Salzgitter-Autobahn                      | (Hamburg - Lüneburg - Bad Bevensen) - Wolfsburg - Braunschweig - T-Korsning Salzgitter | Niedersachsen                                             | 57         |
| Vägsskylt | Masch(e)ner Autobahn                     | Maschener Kreuz – Lüneburg                                                             | Niedersachsen                                             | 28         |

### A 40 - A 49
| Skylt     | Namn                | Sträckning | Förbundsländer längs sträckningen   | Längd (km) |
| --------- | ------------------- | --- | ----------------------------------- | ---------- |
| Vägsskylt | Ruhrschnellweg      | Venlo - Moers - Duisburg - Mülheim an der Ruhr - Essen - Gelsenkirchen - Bochum - Dortmund - B1 | Nordrhein-Westfalen                 | 94         |
| Vägsskylt | Emscherschnellweg   | Kamp-Lintfort - Duisburg - Oberhausen - Bottrop - Gelsenkirchen - Herne - Castrop-Rauxel - Dortmund | Nordrhein-Westfalen                 | 58         |
| Vägsskylt |                     | Münster - Marl - Recklinghausen - Herne - Bochum - Witten - Wuppertal | Nordrhein-Westfalen                 | 95         |
| Vägsskylt | DüBoDo/Hellweglinie | Belgien – Aachen – Jackerath T-Korsning Holz – Mönchengladbach-Odenkirchen Mönchengladbach – Willich – Düsseldorf – Ratingen Heiligenhaus – Velbert – Essen (Mellan Tpl. Velbert-Langenberg och Tpl. Essen-Kupferdreh som B227n Bochum – Witten Dortmund – Unna – Werl – Soest – Kassel - (Eisenach) | Nordrhein-Westfalen, Hessen         | 266        |
| Vägsskylt | Sauerlandlinie      | Dortmund – Siegen – Wetzlar – Hanau – Aschaffenburg | Nordrhein-Westfalen, Hessen, Bayern | 257        |
| Vägsskylt | Wupperschnellweg    | Heinsberg - Grevenbroich - Neuss - Düsseldorf - Hilden - Wuppertal Hagen - Iserlohn - Hemer - (Menden) - Arnsberg - Bestwig - (Brilon) | Nordrhein-Westfalen                 | 133        |
| Vägsskylt |                     | T-Korsning Vulkaneifel - Koblenz - T-Korsning Dernbach | Rheinland-Pfalz                     | 79         |
| Vägsskylt |                     | Kassel - Schwalmstadt - A5 Gemünden (Felda) | Hessen                              | 87         |

### A 50 - A 59
| Skylt     | Namn                         | Sträckning                                                                                    | Förbundsländer längs sträckningen | Längd (km)        |
| --------- | ---------------------------- | --------------------------------------------------------------------------------------------- | --------------------------------- | ----------------- |
| Vägsskylt |                              | (Roermond) - Mönchengladbach - Düsseldorf - Essen Gladbeck - Gelsenkirchen - Marl             | Nordrhein-Westfalen               | 88 (109 planerat) |
| Vägsskylt | Trans-Niederrhein-Magistrale | Goch - Moers - Krefeld - Kaarst - Neuss - Köln                                                | Nordrhein-Westfalen               | 128               |
| Vägsskylt |                              | Dinslaken – Duisburg Düsseldorf – Langenfeld (Rheinland) – Leverkusen Köln – Troisdorf – Bonn | Nordrhein-Westfalen               | 70                |

### A 60 - A 69
| Skylt     | Namn                                    | Sträckning | Förbundsländer längs sträckningen                       | Längd (km) |
| --------- | --------------------------------------- | --- | ------------------------------------------------------- | ---------- |
| Vägsskylt | Eifel-Autobahn                          | Belgien - Winterspelt – Bitburg – Wittlich Bingen am Rhein – Mainz – Rüsselsheim                                                                           | Rheinland-Pfalz, Hessen                                 | 83         |
| Vägsskylt |                                         | Nederländerna - Viersen – Mönchengladbach – Bergheim – Swisttal/Euskirchen – Bad Neuenahr-Ahrweiler – Koblenz – Worms – Ludwigshafen am Rhein – Hockenheim | Nordrhein-Westfalen, Rheinland-Pfalz, Baden-Württemberg | 331        |
| Vägsskylt |                                         | Nonnweiler – Landstuhl – Pirmasens | Rheinland-Pfalz, Saarland                               | 79         |
| Vägsskylt |                                         | Mainz - Kaiserslautern | Rheinland-Pfalz                                         | 73         |
| Vägsskylt |                                         | Trier - Luxemburg | Rheinland-Pfalz                                         | 14         |
| Vägsskylt |                                         | Ludwigshafen am Rhein – Neustadt an der Weinstraße – Landau in der Pfalz – Kandel - Wörth am Rhein - Karlsruhe - Frankrike                                 | Rheinland-Pfalz                                         | 60         |
| Vägsskylt | Rhein-Main-Schnellweg Kinzigtalautobahn | Eltville – Wiesbaden – Frankfurt-Höchst – Nordwestkreuz Frankfurt – Miquelallee Frankfurt-Enkheim – Hanau – Fulda                                          | Hessen                                                  | 121        |
| Vägsskylt |                                         | Rüsselsheim – Darmstadt – Viernheim | Hessen                                                  | 65         |

### A 70 - A 79
| Skylt     | Namn                               | Sträckning | Förbundsländer längs sträckningen   | Längd (km)         |
| --------- | ---------------------------------- | --- | ----------------------------------- | ------------------ |
| Vägsskylt | Maintalautobahn                    | Schweinfurt – Bamberg – Bayreuth                                                                                         | Bayern                              | 120                |
| Vägsskylt | Thüringer-Wald-Autobahn            | (Sangerhausen) - Sömmerda – Erfurt – Arnstadt – Ilmenau – Suhl – Meiningen – Schweinfurt                                 | (Sachsen-Anhalt), Thüringen, Bayern | 183                |
| Vägsskylt | Vogtlandautobahn                   | T-Korsning Bayerisches Vogtland/Hof – Plauen – Zwickau – Chemnitz - (Leipzig)                                            | Bayern, Sachsen                     | 123 (170 planerat) |
| Vägsskylt | Frankenschnellweg, Südwesttangente | Suhl – Schleusingen – Eisfeld – Coburg – Lichtenfels – Bad Staffelstein - Bamberg – Erlangen – Fürth – Nürnberg – Feucht | Thüringen, Bayern                   | 157                |

### A 80 - A 89
| Skylt     | Namn | Sträckning                                                                                      | Förbundsländer längs sträckningen | Längd (km) |
| --------- | ---- | ----------------------------------------------------------------------------------------------- | --------------------------------- | ---------- |
| Vägsskylt |      | Würzburg – Heilbronn – Stuttgart – Sindelfingen – Rottweil – Singen (Hohentwiel) – Gottmadingen | Bayern, Baden-Württemberg         | 283        |

### A 90 - A 99
| Skylt     | Namn                              | Sträckning | Förbundsländer längs sträckningen | Längd (km) |
| --------- | --------------------------------- | --- | --------------------------------- | ---------- |
| Vägsskylt |                                   | T-Korsning München-Feldmoching – Korsning Neufahrn – Landshut – Deggendorf | Bayern                            | 134        |
| Vägsskylt | Ostbayernautobahn Inntalautobahn' | T-Korsning Hochfranken – Hof – Weiden – Korsning Oberpfälzer Wald – Regensburg – T-Korsning Holledau Rosenheim/T-Korsning Inntal – Österrike                                           | Bayern                            | 276        |
| Vägsskylt |                                   | München – Forstinning Ampfing – Altötting – Burghausen - (Simbach am Inn – Pocking) | Bayern                            | 54         |
| Vägsskylt |                                   | München – Garmisch-Partenkirchen | Bayern                            | 69         |
| Vägsskylt |                                   | Lindau – Wangen im Allgäu – Memmingen – Landsberg am Lech – München | Bayern, Baden-Württemberg         | 172        |
| Vägsskylt | Voralpenautobahn                  | Weil am Rhein – Lörrach – Rheinfelden – (Bad Säckingen) - Waldshut-Tiengen - (Jestetten – Schaffhausen) Singen (Hohentwiel) – Stockach                                                 | Baden-Württemberg                 | 29         |
| Vägsskylt | Autobahnring München              | T-Korsning München-Süd-West – Korsning München-West – T-Korsning München-Allach – T-Korsning München-Feldmoching – Korsning München-Nord – Korsning München-Ost – Korsning München-Süd | Bayern                            | 54         |
| Vägsskylt | Eschenrieder Spange               | T-Korsning München-Allach – T-Korsning München-Eschenried | Bayern                            | 4          |

### A 100 - A 199
| Skylt     | Namn                    | Sträckning | Förbundsländer längs sträckningen | Längd (km) |
| --------- | ----------------------- | --- | --------------------------------- | ---------- |
| Vägsskylt | Berliner Stadtring      | Seestraße – T-Korsning Charlottenburg – T-Korsning Funkturm – Korsning Schöneberg – T-Korsning Neukölln - (Frankfurter Allee) | Berlin                            | 22         |
| Vägsskylt | Westtangente Steglitz   | Sachsendamm – Korsning Schöneberg - Wolfensteindamm/Schloßstraße                                                              | Berlin                            | 5          |
| Vägsskylt | Reinickendorf-Zubringer | Korsning Oranienburg – T-Korsning Charlottenburg                                                                              | Berlin, Brandenburg               | 17         |
| Vägsskylt | Teltowkanal-Autobahn    | T-Korsning Neukölln – Korsning Schönefeld                                                                                     | Berlin, Brandenburg               | 19         |
| Vägsskylt | Pankow-Zubringer        | T-Korsning Pankow – Prenzlauer Promenade                                                                                      | Berlin, Brandenburg               | 7          |
| Vägsskylt | (AVUS)                  | T-Korsning> Funkturm – Potsdam – T-Korsning Nuthetal                                                                          | Berlin, Brandenburg               | 28         |
| Vägsskylt | Abzweig Treptow         | T-Korsning Treptow – T-Korsning Waltersdorf                                                                                   | Berlin, Brandenburg               | 5          |
| Vägsskylt | Westumfahrung Halle     | (T-Korsning Halle-Nord) - Halle-Neustadt – T-Korsning Halle-Süd                                                               | Sachsen-Anhalt                    | 22         |

### A 200 - A 299
| Skylt     | Namn                          | Sträckning                                          | Förbundsländer längs sträckningen | Längd (km) |
| --------- | ----------------------------- | --------------------------------------------------- | --------------------------------- | ---------- |
| Vägsskylt |                               | Rendsburg – Kiel                                    | Schleswig-Holstein                | 27         |
| Vägsskylt |                               | Kiel – T-Korsning Bordesholm                        | Schleswig-Holstein                | 17         |
| Vägsskylt | Abzweig Lübeck                | T-Korsning Bad Schwartau – Lübeck-Siems             | Schleswig-Holstein                | 4          |
| Vägsskylt | Hafenquerspange               | Hamburg-Georgswerder - (Hamburg-Waltershof)         | Hamburg                           | 1,5        |
| Vägsskylt | Umgehung Harburg              | Hamburg-Harburg                                     | Hamburg                           | 4          |
| Vägsskylt | Abzweig Veddel                | Hamburg – Hamburg-Veddel                            | Hamburg                           | 2          |
| Vägsskylt | Eckverbindung Hamburg-Harburg | Hamburg – Buchholz in der Nordheide                 | Hamburg, Niedersachsen            | 7          |
| Vägsskylt | Anbindung Bremen-Nord         | Bremen                                              | Bremen                            | 12         |
| Vägsskylt |                               | Bunde                                               | Niedersachsen                     | 4          |
| Vägsskylt | Eckverbindung Bremen          | Bremen                                              | Bremen                            | 7          |
| Vägsskylt | Stadtautobahn Oldenburg       | Korsning Oldenburg-Nord – T-Korsning Oldenburg-West | Niedersachsen                     | 7          |

### A 300 - A 399
| Skylt     | Namn                      | Sträckning                                                   | Förbundsländer längs sträckningen | Längd (km) |
| --------- | ------------------------- | ------------------------------------------------------------ | --------------------------------- | ---------- |
| Vägsskylt | Eckverbindung Hannover    | T-Korsning Hannover-Nord – Hannover-West                     | Niedersachsen                     | 18         |
| Vägsskylt | Westtangente Braunschweig | Braunschweig-Wenden – T-Korsning Braunschweig-Südwest        | Niedersachsen                     | 10         |
| Vägsskylt | Nordtangente Braunschweig | Braunschweig-Watenbüttel-Ost – Braunschweig-Hamburger Straße | Niedersachsen                     | 3          |
| Vägsskylt | Harz-Highway              | Braunschweig – Wolfenbüttel – Vienenburg                     | Niedersachsen                     | 42         |

### A 400 - A 499
| Skylt     | Namn               | Sträckning                                                                                                  | Förbundsländer längs sträckningen | Längd (km) |
| --------- | ------------------ | --- | --------------------------------- | ---------- |
| Vägsskylt |                    | (Hamm) - Werl – Arnsberg-Neheim - (T-Korsning Arnsberg-Neheim)                                              | Nordrhein-Westfalen               | 13         |
| Vägsskylt |                    | Wetzlar-Nord – Aßlar – Wetzlar-Blasbach Wettenberg – Gießener Nordkreuz (Gießener Ring) – Reiskirchener Dr. | Hessen                            | 17         |
| Vägsskylt | Osttangente Gießen | Gießener Nordkreuz – Linden – Gießener Südkreuz – Langgöns                                                  | Hessen                            | 20         |

### A 500 - A 599
| Skylt     | Namn                                      | Sträckning                                                                              | Förbundsländer längs sträckningen | Längd (km) |
| --------- | ----------------------------------------- | --------------------------------------------------------------------------------------- | --------------------------------- | ---------- |
| Vägsskylt | Abzweig Oberhausen                        | Korsning Oberhausen – Oberhausen-Eisenheim                                              | Nordrhein-Westfalen               | 5          |
| Vägsskylt |                                           | T-Korsning Breitscheid – Korsning Duisburg-Süd (Korsning Krefeld-Oppum – Krefeld-Oppum) | Nordrhein-Westfalen               | 7          |
| Vägsskylt |                                           | Sonnborner Kreuz – Wuppertal-Dornap – Velbert - (Essen)                                 | Nordrhein-Westfalen               | 14         |
| Vägsskylt |                                           | Jüchen – Grevenbroich                                                                   | Nordrhein-Westfalen               | 7          |
| Vägsskylt |                                           | Monheim am Rhein – Langenfeld (Rheinland)                                               | Nordrhein-Westfalen               | 5          |
| Vägsskylt | Abzweig Aachen                            | Aachen-Europaplatz – Korsning Aachen                                                    | Nordrhein-Westfalen               | 4          |
| Vägsskylt |                                           | Korsning Bliesheim – Brühl                                                              | Nordrhein-Westfalen               | 13         |
| Vägsskylt | Köln-Bonner Autobahn, Diplomaten-Rennbahn | Köln – Bonn                                                                             | Nordrhein-Westfalen               | 18         |
| Vägsskylt |                                           | Köln-Deutz – Korsning Gremberg – T-Korsning Köln-Porz                                   | Nordrhein-Westfalen               | 4          |
| Vägsskylt |                                           | Sankt Augustin – Siegburg – Hennef                                                      | Nordrhein-Westfalen               | 13         |
| Vägsskylt | Südbrücke Bonn                            | Bonn-Friesdorf – Korsning Bonn-Ost                                                      | Nordrhein-Westfalen               | 3          |
| Vägsskylt |                                           | Bonn – Meckenheim – Grafschaft                                                          | Nordrhein-Westfalen               | 31         |
| Vägsskylt | Abzweig Sinzig                            | Ehlingen – T-Korsning Sinzig                                                            | Rheinland-Pfalz                   | 3          |
| Vägsskylt | Abzweig Bad Neuenahr                      | T-Korsning Bad Neuenahr-Ahrweiler – Bad Neuenahr                                        | Rheinland-Pfalz                   | 3          |

### A 600 - A 699
| Skylt     | Namn                                    | Sträckning                                                                                           | Förbundsländer längs sträckningen | Längd (km) |
| --------- | --------------------------------------- | --- | --------------------------------- | ---------- |
| Vägsskylt | Abzweig Trier                           | Schweich – Trier                                                                                     | Rheinland-Pfalz                   | 11         |
| Vägsskylt |                                         | Saarlouis – Saarbrücken                                                                              | Saarland                          | 31         |
| Vägsskylt |                                         | Friedrichsthal – Saarbrücken                                                                         | Saarland                          | 12         |
| Vägsskylt |                                         | Wiesbaden – Mainz                                                                                    | Hessen, Rheinland-Pfalz           | 8          |
| Vägsskylt | Wiesbadener Straße, Theodor-Heuss-Allee | Eschborner Dreieck – Westkreuz Frankfurt – Opel-Rondell                                              | Hessen                            | 6          |
| Vägsskylt |                                         | Bad Dürkheim – Ludwigshafen                                                                          | Rheinland-Pfalz                   | 12         |
| Vägsskylt |                                         | Mannheim – Heidelberg                                                                                | Baden-Württemberg                 | 12         |
| Vägsskylt |                                         | Viernheim – Weinheim                                                                                 | Baden-Württemberg, Hessen         | 6          |
| Vägsskylt | Taunusschnellweg, Osttangente Frankfurt | Oberursel – Bad Homburger Kreuz – Frankfurt-Riederwald – Offenbach am Main – Egelsbach - (Darmstadt) | Hessen                            | 40         |
| Vägsskylt | Süd-Main-Schnellweg                     | Wiesbaden – Mainz                                                                                    | Hessen                            | 13         |
| Vägsskylt | Querspange Darmstadt                    | Griesheim – Darmstadt                                                                                | Hessen                            | 3          |

### A 800 - A 899
| Skylt     | Namn                   | Sträckning                               | Förbundsländer längs sträckningen | Längd (km) |
| --------- | ---------------------- | ---------------------------------------- | --------------------------------- | ---------- |
| Vägsskylt |                        | Stuttgart-Vaihingen – Korsning Stuttgart | Baden-Württemberg                 | 2          |
| Vägsskylt | Querspange Rheinfelden | Karsau – Rheinfelden                     | Baden-Württemberg                 | 5          |
| Vägsskylt | Abzweig Donaueschingen | Donaueschingen – T-Korsning Bad Dürrheim | Baden-Württemberg                 | 6          |

### A 900 - A 999
| Skylt     | Namn                 | Sträckning                                         | Förbundsländer längs sträckningen | Längd (km) |
| --------- | -------------------- | -------------------------------------------------- | --------------------------------- | ---------- |
| Vägsskylt | Abzweig Starnberg    | T-Korsning Starnberg – Percha                      | Bayern                            | 5          |
| Vägsskylt | Abzweig Waltenhofen  | Waltenhofen – T-Korsning Allgäu                    | Bayern                            | 5          |
| Vägsskylt | Autobahnring München | München-Giesing – Sauerlach – Korsning München-Süd | Bayern                            | 11         |

### A 1 - A 995
| Autobahn | Längd (Km) | Namn                                      |
| -------- | ---------- | ----------------------------------------- |
| A1       | 727        | Hansalinie, Vogelfluglinie                |
| A2       | 486        | "Warschauer Allee"                        |
| A3       | 778        |                                           |
| A4       | 616        |                                           |
| A5       | 455        | Teil der HaFraBa                          |
| A6       | 457        | Via Carolina                              |
| A7       | 946        | teilweise Teil der HaFraBa                |
| A8       | 497        |                                           |
| A9       | 529        |                                           |
| A10      | 208        | Berliner Ring                             |
| A11      | 119        |                                           |
| A12      | 58         |                                           |
| A13      | 152        |                                           |
| A14      | 248        |                                           |
| A15      | 64         |                                           |
| A17      | 45         |                                           |
| A19      | 124        |                                           |
| A20      | 323        | Ostseeautobahn                            |
| A21      | 52         |                                           |
| A23      | 89         | Westküstenautobahn                        |
| A24      | 239        |                                           |
| A25      | 18         | Marschenlinie                             |
| A26      | 50         | Niederelbe-Autobahn                       |
| A27      | 162        | Schellfischlinie                          |
| A28      | 93         |                                           |
| A29      | 95         |                                           |
| A30      | 129        |                                           |
| A31      | 241        | Emslandautobahn, "Friesenspieß            |
| A33      | 75         | Teutoburger-Wald-Autobahn, Senneautobahn  |
| A37      | 14         | Messeschnellweg Hannover                  |
| A38      | 201        | Südharzautobahn                           |
| A39      | 68         | Salzgitter-Autobahn                       |
| A40      | 94         | Ruhrschnellweg                            |
| A42      | 58         | Emscherschnellweg                         |
| A43      | 95         |                                           |
| A44      | 266        | DüBoDo/Hellweglinie                       |
| A45      | 257        | Sauerlandlinie                            |
| A46      | 141        | Wupperschnellweg                          |
| A48      | 79         |                                           |
| A49      | 45         |                                           |
| A52      | 88         |                                           |
| A57      | 128        | Trans-Niederrhein-Magistrale              |
| A59      | 70         |                                           |
| A60      | 114        | Eifel-Autobahn                            |
| A61      | 331        |                                           |
| A62      | 80         |                                           |
| A63      | 73         |                                           |
| A64      | 14         |                                           |
| A65      | 60         |                                           |
| A66      | 121        | Rhein-Main-Schnellweg, Kinzigtalautobahn  |
| A67      | 60         |                                           |
| A70      | 120        | Maintalautobahn                           |
| A71      | 183        | Thüringer-Wald-Autobahn                   |
| A72      | 123        | Vogtlandautobahn                          |
| A73      | 144        | Frankenschnellweg, Südwesttangente        |
| A81      | 283        | Frankenschnellweg, Südwesttangente        |
| A92      | 134        |                                           |
| A93      | 276        | Ostbayernautobahn                         |
| A94      | 54         |                                           |
| A95      | 69         |                                           |
| A96      | 147        |                                           |
| A98      | 32         | Voralpenautobahn                          |
| A99      | 47         | Autobahnring München                      |
| A99a     | 4          | Eschenrieder Spange                       |
| A100     | 22         | Berliner Stadtring                        |
| A103     | 5          | Westtangente Steglitz                     |
| A111     | 23         | Reinickendorf-Zubringer                   |
| A113     | 10         | Teltowkanal-Autobahn                      |
| A114     | 7          | Pankow-Zubringer                          |
| A115     | 28         | AVUS                                      |
| A117     | 5          |                                           |
| A143     | 22         | Westumfahrung Halle                       |
| A210     | 27         |                                           |
| A215     | 21         |                                           |
| A226     | 5          | Abzweig Lübeck                            |
| A250     | 28         | Masch(e)ner Autobahn                      |
| A252     | 2          | Hafenquerspange                           |
| A253     | 4          | Umgehung Harburg                          |
| A255     | 2          | Abzweig Veddel                            |
| A261     | 10         | Eckverbindung Hamburg-Harburg             |
| A270     | 12         | Nordumgehung Bremen                       |
| A280     | 4          |                                           |
| A281     | 7          | Eckverbindung Bremen                      |
| A293     | 9          | Stadtautobahn Oldenburg                   |
| A352     | 18         | Eckverbindung Hannover                    |
| A391     | 13         | Westtangente Braunschweig                 |
| A392     | 4          | Nordtangente Braunschweig                 |
| A395     | 42         | Harz-Highway                              |
| A445     | 14         |                                           |
| A480     | 17         |                                           |
| A485     | 20         | Osttangente Gießen                        |
| A516     | 5          | Abzweig Oberhausen                        |
| A524     | 7          |                                           |
| A535     | 14         |                                           |
| A540     | 7          |                                           |
| A542     | 5          |                                           |
| A544     | 5          | Abzweig Aachen                            |
| A553     | 14         |                                           |
| A555     | 20         | Köln-Bonner Autobahn, Diplomaten-Rennbahn |
| A559     | 4          |                                           |
| A560     | 13         |                                           |
| A562     | 3          | Südbrücke Bonn                            |
| A565     | 31         |                                           |
| A571     | 3          | Abzweig Sinzig                            |
| A573     | 3          | Abzweig Bad Neuenahr                      |
| A602     | 10         | Abzweig Trier                             |
| A620     | 32         | Abzweig Trier                             |
| A623     | 12         |                                           |
| A643     | 8          |                                           |
| A648     | 6          | Wiesbadener Straße, Theodor-Heuss-Allee   |
| A650     | 13         |                                           |
| A656     | 12         |                                           |
| A659     | 6          |                                           |
| A661     | 40         | Taunusschnellweg, Osttangente Frankfurt   |
| A671     | 13         | Süd-Main-Schnellweg                       |
| A672     | 3          | Querspange Darmstadt                      |
| A831     | 2          |                                           |
| A861     | 5          | Querspange Rheinfelden                    |
| A864     | 6          | Abzweig Donaueschingen                    |
| A952     | 5          | Abzweig Starnberg                         |
| A980     | 5          | Abzweig Waltenhofen                       |
| A995     | 11         | Autobahnring München                      |